# 胃育蛙
胃育蛙是兩種目前已滅絕的溪蟾屬（Rheobatrachus）蛙類。牠們是澳大利亞東部昆士蘭的特有種。兩種胃育蛙皆在1980年代左右滅絕。牠們特殊之處在於母蛙在其胃中孵化卵及哺育幼蛙。
胃育蛙的分佈地總面積只有少於2000平方公里，兩種都是生活在介乎海拔350-1400米的雨林中。牠們滅絕的原因不明，但棲息地的消失、污染及壺菌病都可能是引發滅絕的原因。
胃育蛙的分類被受討論。有些學者認為牠們屬於龜蟾科下的溪蟾亞科，但另一些學者則將牠們分類在其自己獨有的溪蟾科中。

## 科學分類
胃育蛙最先是於1973年被描述，但牠們的分類卻被受質疑。牠們曾被分類在龜蟾科中，或是在自己的溪蟾科中。後來的分子證據顯示牠們應為龜蟾科橫斑蟾屬的姊妹分類，故被分類在龜蟾科中。
胃育蛙的兩個物種在外觀及行為上與其他澳洲的蛙類很不同。牠們的眼睛很大及突出，吻短而頓，蹼完整，身體修長。牠們大部份時間都在水中生活，並且是在母蛙的胃內哺育幼蛙的。

## 繁殖
胃育蛙最特別的地方是牠們照顧幼蛙的方式。在體外受精後，雌蛙會將蛙卵嚥下。但卵是產在陸地上或是在水中則不明。
卵的直徑長達5.1毫米，有很大的卵黃。大部份母蛙每次產約40個卵，但在胃中出生的幼蛙卻只有21-26隻。這可能是母蛙未能將全部卵嚥下，或是最初嚥下的卵已被消化。
當母蛙嚥下卵的時候，牠們的胃與其他的蛙類沒有分別。包圍卵的膠狀物稱為前列腺素E2（PGE2），這種物質可以令胃部暫停分泌鹽酸，時間足以讓卵的胚胎發育。當卵孵化後，蝌蚪的腮分泌的黏液也含有PGE2。一些其他蛙類的蝌蚪的也會分泌黏液，但黏液會隨著食物由食道進入身體，但胃育蛙蝌蚪在分泌黏液時，身體上的孔會緊閉。當胚胎或幼蛙等在體內時，母蛙是不會進食的。
胃育蛙蝌蚪在出生初期缺乏色素，但當漸長時牠們逐漸發展出成蛙的顏色。蝌蚪最少約需6星期來發育，這段時間母蛙的胃會不斷膨脹至體腔可以容納的大小。母蛙的肺部會縮小，呼吸主要是靠皮膚上的氣體交換進行。除了體型增大了外，母蛙會維持不動。
幼蛙出生需要大量空間，且可能需時1星期。不過，如母蛙受到騷擾，牠會將所有幼蛙吐出。幼蛙被吐出時就已經完全發育，在色澤及體長上只有很小不同。
人類大肆破壞，壺菌病相信是其中一種影響最深的原因。

## 外部連結
- Animal Diversity Web （页面存档备份，存于）
- Frogs Australia Network - 胃育溪蟾
- Frogs Australia Network - 孵溪蟾
- 美國自然歷史博物館
- 紅色名錄 - 胃育溪蟾 （页面存档备份，存于）
- 紅色名錄 - 孵溪蟾 （页面存档备份，存于）